# Bob Riley
Robert Renfroe Riley, mais conhecido como Bob Riley, (Ashland (Alabama), 3 de outubro de 1944) é um político norte-americano, do Partido Republicano. Ele foi governador do estado do Alabama de 2003-2011.